# Nectocaris
Nectocaris – rodzaj kambryjskiego bezkręgowca o niepewnej pozycji filogenetycznej.

## Historia badań i systematyka
Gatunek typowy rodzaju, Nectocaris pteryx, został opisany w 1976 roku przez Simona Conwaya Morrisa na podstawie jednego okazu odkrytego w łupkach z Burgess. Conway Morris nie sklasyfikował dokładniej gatunku, spostrzegł jednak pewne cechy przypominające cechy stawonogów.
W 1988 roku Alberto Simonetta stwierdził, że jelito holotypu jest w rzeczywistości struną grzbietową i zaklasyfikował Nectocaris do strunowców. Jedynie oczy uznał za całkowicie odmienne od tych występujących u współczesnych strunowców. Według Simonetty Nectocaris była bliżej spokrewniona z bezczaszkowcami i kręgowcami niż z osłonicami, stwierdził jednak, że wymaga ona zaklasyfikowania w nowym podtypie wewnątrz Chordata. W 1995 roku Simonetta ze współpracownikami ponownie uznał Nectocaris za strunowca, tym razem jednak za bliżej spokrewnionego z bezczaszkowcami lub osłonicami niż z kręgowcami.
W 2005 roku Chen i in. stwierdzili, że jedyny znany okaz Nectocaris mógł ulec spłaszczeniu grzbietowo-bocznemu, a nie bocznemu, jak wcześniej sądzono. Autorzy opisali też kilkanaście okazów Vetustovermis (wcześniej również znanego z pojedynczej skamieniałości) sugerując, że – jeśli ich interpretacja jest prawidłowa – Vetustovermis i Nectocaris byłyby do siebie bardzo podobne. Hipoteza ta została potwierdzona w 2010 roku, gdy Smith i Caron opisali skamieniałości 91 osobników z łupków z Burgess. Na ich podstawie autorzy uznali Nectocaris za wczesnego głowonoga, wskazując zwłaszcza na obecność lejka.
Interpretacja ta została jednak skrytykowana przez innych paleontologów – w 2011 roku Dawid Mazurek i Michał Zatoń stwierdzili, że nie zgadza się ona z uznawanym współcześnie schematem ewolucji głowonogów. Wskazali też na brak u Nectocaris tarki – ważnej apomorfii mięczaków. Nectocaris nie miała również innych cech występujących u głowonogów lub ogólnie mięczaków, m.in.: muszli, fragmokonu i syfonu, woreczka czernidłowego, miała też tylko dwa wyrostki w przedniej części ciała. Struktura uznana przez Smitha i Carona za lejek rozszerzała się dystalnie, co zmniejszało jej skuteczność jako lejka (u współczesnych głowonogów zapewniającego napęd „odrzutowy”), dlatego Mazurek i Zatoń uznali ją za wyspecjalizowany aparat żywieniowy. Autorzy wskazali na pewne podobieństwa do Anomalocarididae i stwierdzili, że bezpieczniej byłoby klasyfikować Nectocaris w grupie Dinocarida, do której należą m.in. Anomalocarididae – sami jednak powstrzymali się od tego, uznając, że ewolucja tej grupy jest zbyt słabo poznana. Smith i Caron (2011) potwierdzili swoją klasyfikację Nectocaris jako wczesnego głowonoga, wskazując, że wspomniane przez Mazurka i Zatonia podobieństwa do Anomalocarididae oparte są na cechach niehomologicznych. Zgodził się z tym Bruce Runnegar (2011), jednak on również uznał za bardziej prawdopodobne, że Nectocaris jest przedstawicielem innego typu zwierząt, a podobieństwo jej trybu życia do Coleoidea jest wynikiem konwergencji. Również Kröger i współpracownicy stwierdzili, że uznanie Nectocaris za głowonoga stoi w sprzeczności ze współczesnymi teoriami dotyczącymi kolejności nabywania przez przedstawicieli tej grupy poszczególnych apomorfii (wspieranymi przez dane paleontologiczne, morfologiczne i embriologiczne). Pewne podobieństwo do niektórych głowonogów autorzy uznali za wynik konwergencji wynikającej ze zbliżonego trybu życia i stwierdzili, że Nectocaris najprawdopodobniej nie jest mięczakiem, lecz należy do odrębnej linii ewolucyjnej wewnątrz Lophotrochozoa.

## Paleobiologia i paleoekologia

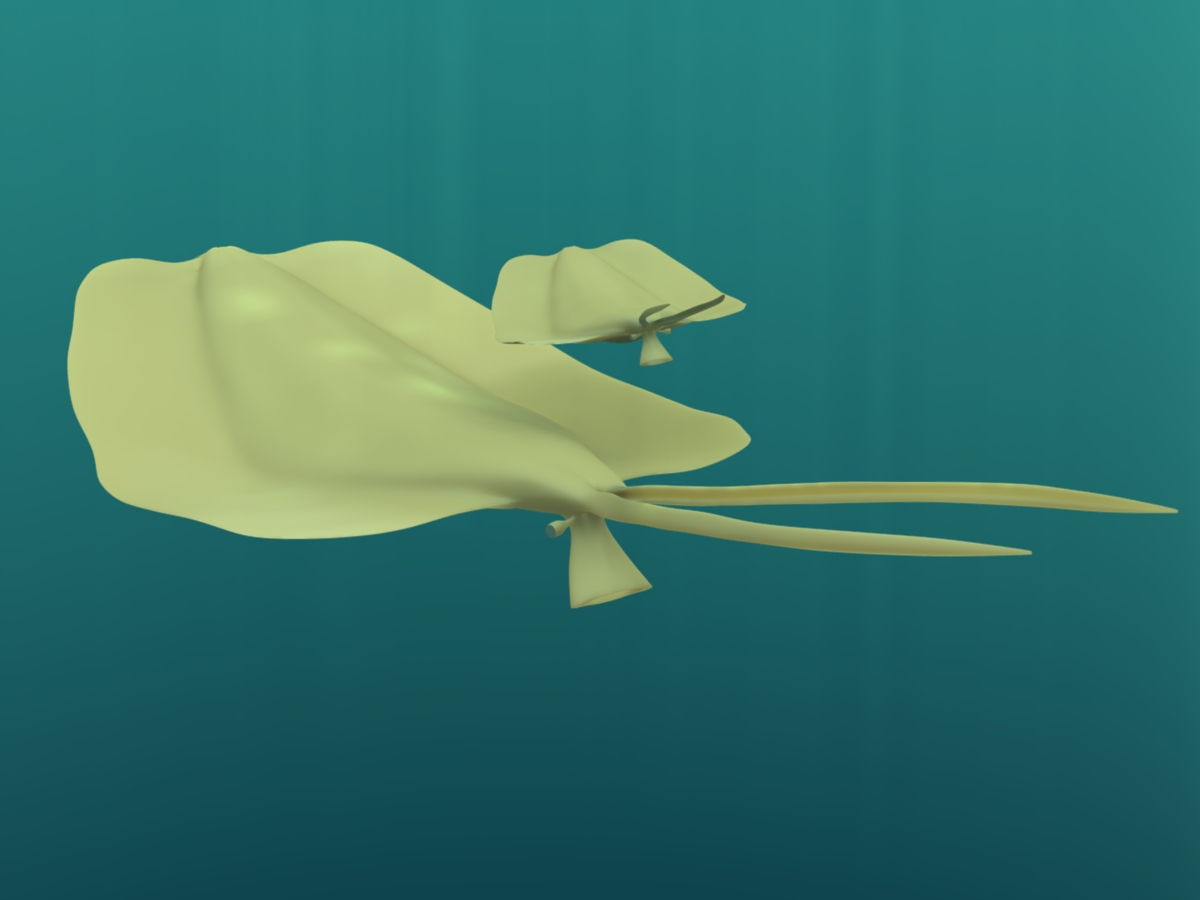
Rekonstrukcja dymorfizmu u Nectocaris

Ogólną budową Nectocaris przypominała mątwę – jej ciało po bokach otoczone było silnymi płetwami, które dowodzą, że była zwierzęciem wolno pływającym w toni, prawdopodobnie w nektobentosie. Była drapieżnikiem lub padlinożercą, żywiącym się niewielkimi zwierzętami o miękkich ciałach. Do chwytania pożywienia mogła służyć lejkowata struktura używana w charakterze trąby, do manipulowania pożywieniem Nectocaris prawdopodobnie mogła również wykorzystywać giętkie wyrostki z przodu ciała.
Ze względu na występowanie większej, odmiennej od „typowych” osobników formy, Smith (2013) zasugerował występowanie u Nectocaris dymorfizmu płciowego. Autor ten stwierdził również, że Nectocaris miała oczy działające jak kamera, podobnie jak głowonogi, a struktura uznawana za lejek dawała zwierzęciu napęd odrzutowy.